# Ludwig Eich
Ludwig Eich (* 18. August 1942 in Solscheid, einem Ortsteil von Buchholz (Westerwald)) ist ein deutscher Politiker (SPD) und ehemaliger Abgeordneter des Deutschen Bundestages.

## Leben
Nach dem Besuch der Volksschule arbeitete Eich als Landwirt, Bauarbeiter und Gesenkschmied, bevor er sich zum Datenverarbeitungskaufmann umschulen ließ. Im Jahr 1969 trat er der SPD bei und wurde bald darauf SPD-Unterbezirksgeschäftsführer. Er wurde Mitglied des SPD-Kreisvorstandes und zog 1976 in den Kreistag ein. Im Jahr 1983 wurde er in den Landtag Rheinland-Pfalz gewählt, in dem er bis 1990 blieb, als er in den Bundestag einzog. Er gehörte dem Bundestag bis 2002 an. Eich ist verheiratet und hat zwei Kinder. 

## Mitgliedschaften
Er ist Mitglied von ÖTV, BUND und Greenpeace. Er ist Vorstandsvorsitzender des Arbeiterwohlfahrt (AWO) Verbandes im Asbacher Land.

## Ehrung
Das Land Rheinland-Pfalz ehrte ihn 2007 mit der Verleihung der Freiherr-vom-Stein-Plakette. Eich wurde auch mit dem Umwelttaler des Bundes Umwelt und Naturschutz Deutschland e. V. (BUND) ausgezeichnet.